# Der Storch ist tot
Der Storch ist tot ist ein österreichisches Stummfilmlustspiel aus dem Jahr 1914.

## Handlung
Der reiche Erbonkel ist gestorben, zurück bleiben zwei Neffen. Der eine gilt als Luftikus und Lebemann, der andere als Unschuld vom Lande. Letztgenannter wird der Erbe von Onkelchens Vermögen, obwohl gerade der andere, der leichtlebige, der mit Geld nicht umgehen kann, das Vermögen dringend benötigen würde, um seine Schulden zu tilgen. So bleibt diesem nichts anderes übrig, als auf Brautschau zu gehen. Natürlich muss die Zukünftige einiges an Mitgift in die Ehe mitbringen. Nun muss er seine neue Ehe in Einklang mit seiner gleichfalls vorhandenen Geliebten bringen. Und die schreibt ihm vor, dass er seiner Zukünftigen noch vor der Brautnacht erklären soll, dass der Klapperstorch ausgeflogen, bzw. gleich tot sein soll. Will sagen: kein gemeinsames Schlafzimmer! 
Nun scheint die neue Gattin ein wenig naiv zu sein und nimmt den Vorwand von der Storchenmär allzu wortwörtlich. Sie wartet allen Ernstes ab, bis die Störche zurückkommen, und der Ehemann kommt über lange Zeit bei ihr sexuell nicht zum Zuge. Eines Tages ist es schließlich soweit: der Storch wird im Anflug über dem Pavillondach gesichtet. Erst jetzt kann sich auch die Gattenliebe des bisher zweigleisig fahrenden Ehemannes so richtig entfalten, und das Problem mit der Geliebten ist er auch recht elegant losgeworden: die hat sich nämlich den durch das Erbe reich gewordenen Bruder, das blasse Mauerblümchen, geangelt.

## Produktionsnotizen
Der Storch ist tot wurde 1914 gedreht, war etwa 1400 Meter lang und besaß vier Akte. Die Uraufführung fand vermutlich gegen Ende desselben Jahres statt.
Nahezu die gesamte Besetzung entstammte dem damaligen Ensemble des Theaters in der Josefstadt.

## Kritik
„…man könnte sagen ein Ensemblegastspiel des Josefstädtertheaters … Schwank in drastischster Form, humorvoll, stellenweise überschäumend, etwas pikant aber immer dezent.“